# セイウンスカイ
セイウンスカイ（欧字名:Seiun Sky、1995年4月26日 - 2011年8月16日）は、日本の競走馬、種牡馬。
主な勝ち鞍は1998年皐月賞、菊花賞など。1998年の二冠馬で、1973年に生産牧場リーディングを獲得した西山牧場初の牡馬クラシック競走勝ち馬である。また、父・シェリフズスターがセイウンスカイの活躍前に行方不明になっていたことも話題となった。

## デビュー前

### 誕生までの経緯
1995年4月26日、北海道鵡川町の西山牧場で誕生した。誕生当時の西山牧場は、創業者である西山正行の方針により、最大250頭もの繁殖牝馬と、自家繋養の種牡馬や種付け料が安価な種牡馬の産駒を中心とした大量生産・大量消費の体制をとっていたが、それに伴う管理費の肥大化や繁殖牝馬の血統更新の停滞、導入した種牡馬の失敗などの影響により不振に陥っていた。
翌1996年、パーキンソン病を患った西山正行に替わって息子の西山茂行が牧場経営の主導権を握ったことを皮切りに、西山牧場はそれまでの大量生産・大量消費体制から少数精鋭体制への転換を試みて、繁殖牝馬を250頭から50頭まで整理、自家繋養の種牡馬もほぼ全て外部へ売却するなど大幅な改革を行った。セイウンスカイの父・シェリフズスターもこの改革に伴って廃用となり、残された産駒は破格の値段で次々と売却されていった。その結果、調教師の要望で売り残した3頭の産駒のなかに、セイウンスカイと、後に日経賞で2着となるセイウンエリアがいた。

### 幼駒時代
育成段階でもとくに目立つところは見せず、当初入厩先として話を進めていた栗東のとある調教師は、セイウンスカイを受け取りには来なかった。その後、調教師免許を取得したばかりの保田一隆が、定年で引退する父親の保田隆芳と入れ違いに厩舎を開業するため、入厩馬を探して父の代から付き合いのある西山牧場を訪れた。しかし、入厩が決まっていない2歳馬はセイウンスカイを含めて4頭しか残っていなかった。当時のセイウンスカイは馬体のバランスが悪く、毛色もくすんだ印象のため見栄えがしなかったが、入厩馬のバランス上どうしても牡馬が欲しかったことに加え、シンボリ牧場由来の母系の良さに変わり身を期待して、セイウンスカイを引き取ることにした。
その後成長したセイウンスカイは、3歳の秋には見違えるほどバランスが良くなり保田を驚かせたが、同時に気性の激しい面を表すようにもなった。
1997年10月1日、美浦の保田厩舎に入厩する。調教を積むごとに素質を見せ、かつて2冠馬ミホシンザンの調教をつけていた調教助手の青柳義博に、「これは走る」という印象を抱かせるようになった。12月の新馬戦に出走するプランもあったが、万全を期して翌年のデビューとなった。

## 現役時代

### 4歳（1998年）
1998年1月5日、中山6R芝1600mの新馬戦で鞍上に徳吉孝士を迎えてデビューする。血統が良くないことから評価は低く、またフルゲート16頭の大外枠を引いたこともあって、単勝5番人気であったが、道中3、4番手につけ第3コーナーで先頭に立つと、そのまま押し切り後続に6馬身差をつけて優勝した。
さらに続くジュニアカップでも3番人気と評価は低かったが、スピードの違いであっさり逃げを打つと、1番人気の2着メガヒットに5馬身差をつけ連勝。低評価から一変、クラシック候補へと名乗りを上げた。しかし、このレースの枠入りで、ゲート後ろで立ち止まったところをスターターにステッキで叩かれたことからゲートを嫌うようになり、後の競走生活に尾を引くことになる。
重賞初挑戦の弥生賞は、ジュニアカップ出走後から悪化したソエによる影響で、十分に調教が積めない状態での出走となった。レースではジュニアカップ同様逃げるものの、最後の坂でスペシャルウィークに半馬身差しきられて2着に敗れたが、3着までに付与される皐月賞の優先出走権を獲得する。この弥生賞以降、スペシャルウィーク、キングヘイローとあわせて、1998年牡馬クラシック戦線の3強を形成する。また、この敗戦により、それまで主戦騎手だった徳吉孝士が馬主サイドの西山茂行らの意向で鞍上から下ろされ、代わりに「開業したばかりの厩舎の主戦になってくれる騎手を」という保田の要望から横山典弘が主戦騎手となった。
3冠第1戦の皐月賞では、スペシャルウィークに続いて単勝5.4倍の2番人気に押された。枠入りでは嫌がる素振りを見せたが、道中はコウエイテンカイチを先に行かせて2番手を追走、前半の通過タイムが60秒4とよどみない流れで後続が脚を使わされているなか、第4コーナー手前で楽な手応えのまま先頭に躍り出ると、キングヘイローとスペシャルウィークの猛追を抑え一冠目を制した。西山牧場にとっては初の牡馬クラシック競走制覇であり、鞍上の横山もクラシック初制覇となった。また、調教師の保田は開業2年目のG1出走にして、初のG1制覇となった。
皐月賞後、枠入り不良で発走調教再審査となったがゲート試験を一発で合格した。また、開業2年目の保田厩舎にセイウンスカイと一緒に調教できる実力の馬がいなかったことから、横山の申し入れにより藤沢和雄厩舎のタイキエルドラドと併せ馬を行い先着、東京優駿（日本ダービー）に向けての最終調整も小西一男厩舎のスピードワールドと併せ馬を敢行した。
6月7日のダービーでは、皐月賞がフロックとみられたためか、スペシャルウィーク、キングヘイローに続く3番人気だった。レースはまずキングヘイローが逃げを打ち、セイウンスカイは2番手につけて直線を迎えた。しかし、息の入らない流れになったためか手応えがなく、一瞬先頭に立ったものの後方に控えていたスペシャルウィークに突き放され、勝ち馬から1秒遅れの4着に敗れた。
ダービー後、セイウンスカイは故郷の西山牧場で夏を過ごした。馬主の西山は天皇賞・秋への出走を視野に入れていたが、最終的には調教師の意見が通り菊花賞への出走が決まった。
セイウンスカイの秋初戦は古馬との混合重賞である京都大賞典に決まった。当時の菊花賞への王道は4歳限定の重賞競走である京都新聞杯だったが、京都新聞杯でゲート再審査となった場合に日程的に菊花賞に出走できなくなるため、セイウンスカイのゲート難を考慮して京都新聞杯より1週早く行われる古馬との一戦を選択した。この年の京都大賞典は、メジロブライト、シルクジャスティスのG1馬2頭のほか、ステイゴールドやローゼンカバリーといった強豪馬も出走しており、7頭立ての4番人気という低評価であった。レースでは、好スタートから果敢に先手を奪うと、2ハロン目から11秒0 - 11秒2のラップを刻み、その後も12秒台前半のラップで大きく後続を離して逃げる形となった。第3コーナー手前で13秒0 - 13秒5と一旦ペースを落として後続を引きつけたのち、最後の直線で再び後続を突き放し、ラスト2ハロンを11秒1 - 11秒5でまとめてこの年の春の天皇賞優勝馬メジロブライトをクビ差抑えて勝利した。

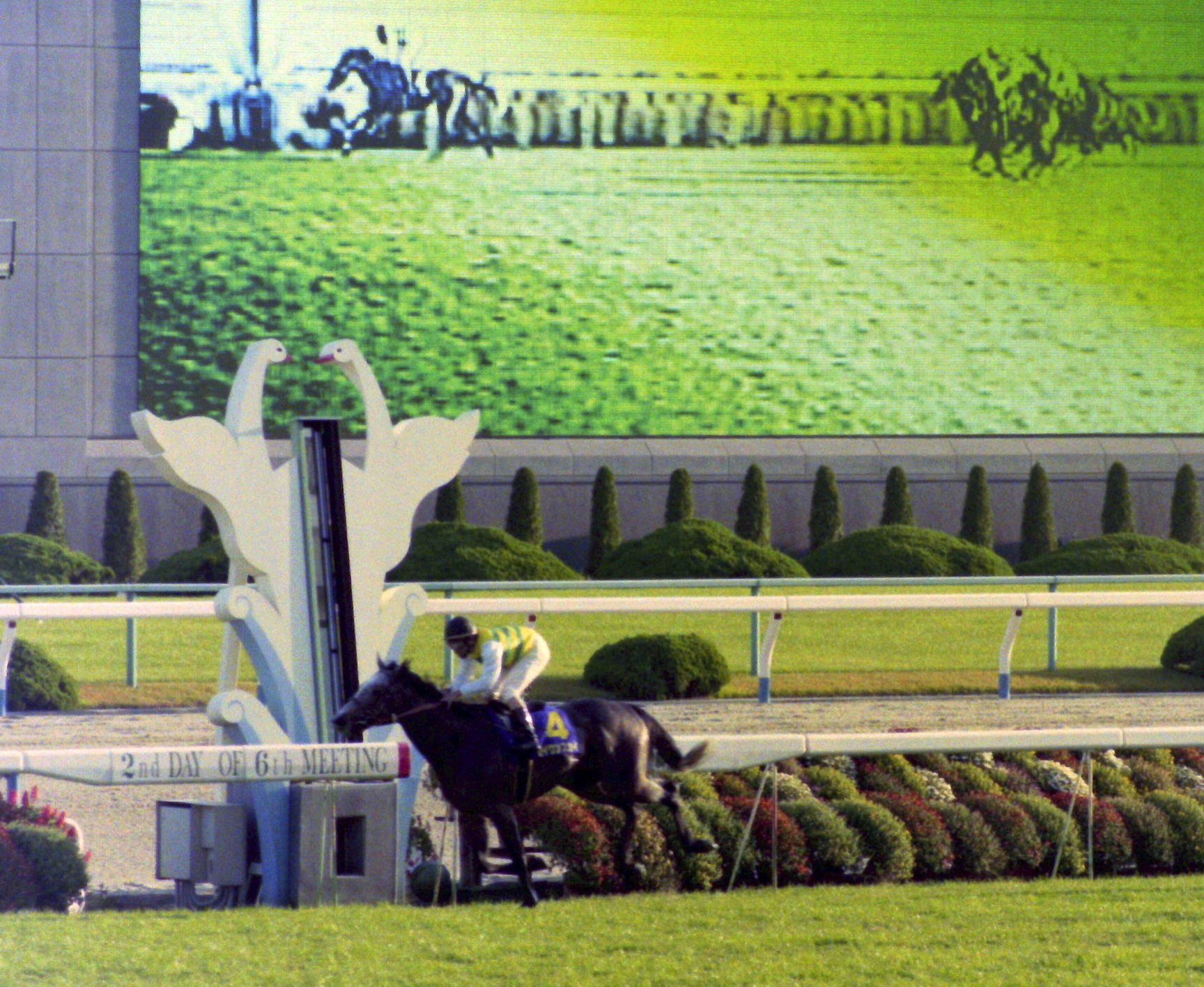
第59回菊花賞

11月8日に迎えた菊花賞では、セイウンスカイは単勝4.3倍の2番人気に支持された。レースは5分のスタートから気合をつけてハナに立つと、馬の行く気に任せて前半1000メートルを59秒6という暴走ともいえるハイペースで進んだ。中間の1000メートルで64秒3と一気にペースを落とし、2週目の坂の下りから早めのスパートを仕掛けると、セーフティーリードを保ったまま最後の1000メートルを59秒3で駆け抜けて、スペシャルウィークを3馬身半離して勝利した。3000メートルの長丁場を逃げ切るのは至難の業であり、菊花賞の逃げ切り勝ちは1959年のハククラマ以来39年ぶりのことであった。また、このときの優勝タイム3分3秒2はレースレコードであった。
同年末の有馬記念ではデビュー以来初の1番人気に支持されるも、荒れた馬場の内側を避けて逃げたために楽に走ることができず、同期のグラスワンダーの前に4着に敗れた。また、二冠を制していたことからJRA賞最優秀4歳牡馬への選出も期待されたが、NHKマイルカップと古馬相手のジャパンカップを優勝したエルコンドルパサーに奪われる結果となった。
なお、この年まで西山正行の個人所有馬として出走したセイウンスカイであったが、「セイウンスカイは種牡馬にするなら、早いうちに法人西山牧場（の名義）にしておかないと、個人財産としてかなり高い評価をされるのでは」と公認会計士からの進言が菊花賞を勝った直後にあり、翌年からは西山牧場の法人所有馬に名義が変わることになった。

### 5歳（1999年）
1999年の初戦には日経賞が選択され、同じシェリフズスターを父に持つセイウンエリアに5馬身の差をつけて勝利する。しかし、2番人気で迎えた天皇賞（春）では、スペシャルウィーク、メジロブライトに差し切られ3着に敗れた。
休養後、札幌記念では鞍上の横山が「馬の行くまま」にまかせた結果、戦法を一転させ10頭立ての7番手に控えて後方に待機すると、3コーナー手前からまくり気味に進出して後続を突き放し、同期の2冠牝馬ファレノプシスを半馬身抑えて勝利する。
しかし1番人気で臨んだ天皇賞（秋）では、本馬場入場時にダイワテキサスと接触した上に、枠入りを約5分間に渡って嫌がるアクシデントなどもあり5着に敗退。この枠入り不良事件は、枠入りの指示について厩舎側と発走委員の間で責任のなすり合いとなり、セイウンスカイは1ヶ月の出走停止処分となった。さらに、レース後にセイウンスカイは屈腱炎を発症し、長期休養を余儀なくされた。

### 6歳（2000年）- 7歳（2001年）
屈腱炎による長期休養の後、セイウンスカイが復帰したのは前走天皇賞（秋）から約1年6ヶ月後となる2001年の天皇賞（春）だった。レース当日のセイウンスカイはイレ込みが激しく、スタート直後からタガジョーノーブルと並走する形になり、生涯最速となる1000メートル通過58秒3のハイペースで逃げた。しかし、タガジョーノーブルに先頭を譲ると、2周目第3コーナーで早々に失速し、勝ったテイエムオペラオーから16秒近く離された最下位に敗れた。
宝塚記念の出走を回避したあと、橈骨を痛めたことから7月に引退が決まり、8月19日に札幌競馬場で引退式が行われた。

## 種牡馬時代

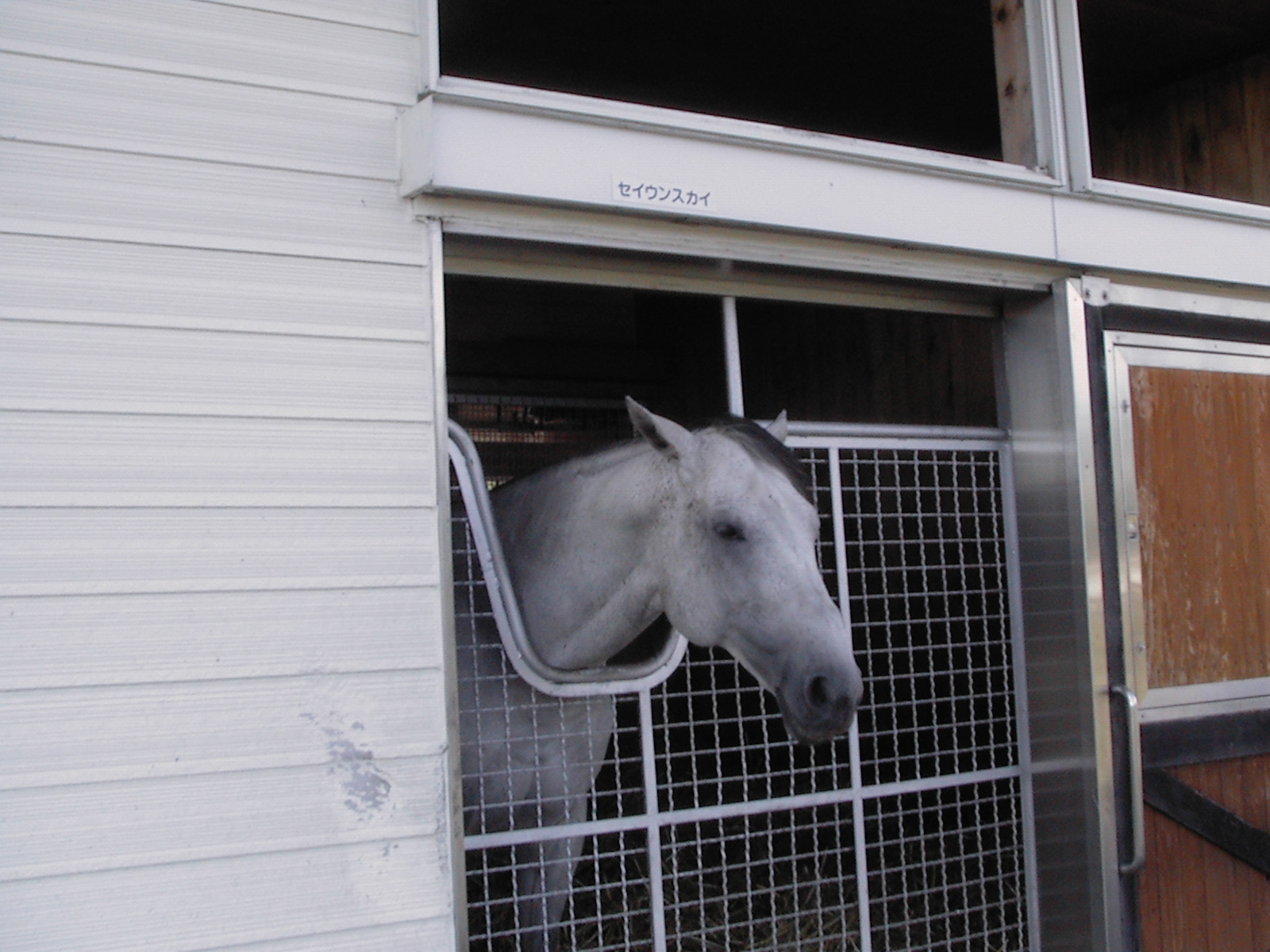
2006年9月撮影（アロースタッド）

競走馬引退後の2002年からアロースタッドで繋養され種牡馬生活を送り、2007年12月9日にアロースタッドから西山牧場へ移動した。
現役時代の休養からの復帰が結果的にうまくいかず、引退時期が遅れた格好になったうえ、血統的な評価が低いこともあり同世代（キングヘイロー、スペシャルウィーク、グラスワンダーなど）と比べて人気が上がらず種付頭数が圧倒的に少ない状況にあった。一時は障害用種牡馬としてアイルランドに輸出するという話も挙がっていたが、2006年9月9日に札幌競馬場で行われた2歳未勝利戦で、父と同じ芦毛のニシノプライドが中央競馬での初勝利を挙げ、その後オープンまで順調に勝ちあがったこともあり、しばらくは日本で種牡馬生活を続ける見通しだった。
2011年8月16日、西山牧場の馬房にて立ち上がる際に頭部を強打して即死した。死因は頭部打撲ではなく心臓発作と発表された。
墓は西山牧場に設置され、墓石には西山茂行の『青雲の空を 駆け抜けた稲妻よ 永遠なれ』という言葉が刻まれている。

### 母の父としての代表産駒
- ドリームスイーブル（父ミリオンディスク、2018年MRO金賞）

### 年度別繁殖成績表
| 年     | 出走 | 出走 | 勝利 | 勝利 | 勝利 | AEI  | 収得賞金   |
| 年     | 頭数 | 回数 | 頭数 | 回数 | 順位 | AEI  | 収得賞金   |
| ------ | ---- | ---- | ---- | ---- | ---- | ---- | ---------- |
| 2005年 | 8    | 14   | 0    | 0    | 439  | 0.03 | 180万円    |
| 2006年 | 18   | 86   | 3    | 3    | 193  | 0.33 | 3925万円   |
| 2007年 | 21   | 77   | 2    | 2    | 221  | 0.23 | 3220万円   |
| 2008年 | 12   | 70   | 4    | 5    | 120  | 1.10 | 8301.4万円 |
| 2009年 | 9    | 54   | 2    | 2    | 178  | 0.67 | 3774.6万円 |
| 2010年 | 6    | 25   | 1    | 1    | 188  | 0.90 | 3361万円   |
| 2011年 | 3    | 21   | 1    | 1    | 200  | 1.38 | 2540.2万円 |
| 2012年 | 2    | 10   | 1    | 1    | 218  | 1.53 | 1814.9万円 |
| 2013年 | 2    | 9    | 0    | 0    | 382  | 0.00 | 0万円      |
| 通算   | 40   | 366  | 8    | 15   | -    | -    | 27117万円  |

- 2013年終了時点。

## 競走成績
以下の内容は、netkeiba.comの情報に基づく。
| 競走日 | 競走日 | 競走日 | 競馬場 | 競走名         | 格  | 距離（馬場）  | 頭 数 | 枠 番 | 馬 番 | オッズ （人気） | 着順 | タイム （上がり3F） | 着差 | 騎手      | 斤量 [kg] | 1着馬（2着馬）         |
| ------ | ------ | ------ | ------ | -------------- | --- | ------------- | ----- | ----- | ----- | --------------- | ---- | ------------------- | ---- | --------- | --------- | ---------------------- |
| 1998   | 1.     | 5      | 中山   | 4歳新馬        |     | 芝1600m（稍） | 16    | 8     | 16    | 12.0（5人）     | 01着 | 01:36.7 （36.9）    | -1.0 | 0徳吉孝士 | 55        | （マイネキャロル）     |
|        | 1.     | 25     | 中山   | ジュニアカップ | OP  | 芝2000m（良） | 11    | 2     | 2     | 06.8（3人）     | 01着 | 02:03.5 （36.1）    | -0.8 | 0徳吉孝士 | 55        | （メガヒット）         |
|        | 3.     | 8      | 中山   | 弥生賞         | GII | 芝2000m（良） | 13    | 7     | 10    | 04.4（3人）     | 02着 | 02:01.9 （36.2）    | -0.1 | 0徳吉孝士 | 55        | スペシャルウィーク     |
|        | 4.     | 19     | 中山   | 皐月賞         | GI  | 芝2000m（良） | 18    | 2     | 3     | 05.4（2人）     | 01着 | 02:01.3 （36.7）    | -0.1 | 0横山典弘 | 57        | （キングヘイロー）     |
|        | 6.     | 7      | 東京   | 東京優駿       | GI  | 芝2400m（稍） | 18    | 6     | 12    | 04.9（3人）     | 04着 | 02:26.8 （36.8）    | -1.0 | 0横山典弘 | 57        | スペシャルウィーク     |
|        | 10.    | 11     | 京都   | 京都大賞典     | GII | 芝2400m（重） | 7     | 1     | 1     | 06.0（4人）     | 01着 | 02:25.6 （34.8）    | -0.1 | 0横山典弘 | 57        | （メジロブライト）     |
|        | 11.    | 8      | 京都   | 菊花賞         | GI  | 芝3000m（良） | 17    | 2     | 4     | 04.3（2人）     | 01着 | R3:03.2 （35.1）    | -0.6 | 0横山典弘 | 57        | （スペシャルウィーク） |
|        | 12.    | 27     | 中山   | 有馬記念       | GI  | 芝2500m（良） | 16    | 6     | 11    | 02.7（1人）     | 04着 | 02:32.7 （37.0）    | -0.6 | 0横山典弘 | 55        | グラスワンダー         |
| 1999   | 3.     | 28     | 中山   | 日経賞         | GII | 芝2500m（稍） | 13    | 5     | 7     | 01.3（1人）     | 01着 | 02:35.3 （35.6）    | -0.9 | 0横山典弘 | 58        | （セイウンエリア）     |
|        | 5.     | 2      | 京都   | 天皇賞（春）   | GI  | 芝3200m（良） | 12    | 6     | 8     | 02.8（2人）     | 03着 | 03:15.8 （34.8）    | -0.5 | 0横山典弘 | 58        | スペシャルウィーク     |
|        | 8.     | 22     | 札幌   | 札幌記念       | GII | 芝2000m（良） | 10    | 3     | 3     | 01.4（1人）     | 01着 | 02:00.1 （35.9）    | -0.1 | 0横山典弘 | 59        | （ファレノプシス）     |
|        | 10.    | 31     | 東京   | 天皇賞（秋）   | GI  | 芝2000m（良） | 17    | 4     | 7     | 03.8（1人）     | 05着 | 01:58.3 （35.0）    | -0.3 | 0横山典弘 | 58        | スペシャルウィーク     |
| 2001   | 4.     | 29     | 京都   | 天皇賞（春）   | GI  | 芝3200m（良） | 12    | 5     | 6     | 22.2（6人）     | 12着 | 03:32.0 （48.3）    | 15.8 | 0横山典弘 | 58        | テイエムオペラオー     |

- タイム欄のRはレコード勝ちを示す。

## 特徴・評価
主戦騎手であった横山は、セイウンスカイについて、「親友みたいな感じだった。どんなことをするのか、いつもワクワクしていた。人間味があるって言うとヘンだけど、人間っぽかった」と評している。
また横山は、秋の天皇賞後の長期休養中、ライターの平松さとしに「この馬が復活したら、一冊の本にしてもらえないかな……」と話を持ちかけるなど、思い入れは深かった。

## 血統表
| セイウンスカイの血統                                   | セイウンスカイの血統                               | セイウンスカイの血統            | （血統表の出典）                | （血統表の出典） |
| 父系                                                   | ハイペリオン系                                     | ハイペリオン系                  | ハイペリオン系                  | [ § 2 ]          |
| 父 *シェリフズスター Sheriff's Star 1985 芦毛 イギリス | 父の父*ポッセ Posse 1977 栗毛 アメリカ             | Forli                           | Aristophanes                    | Aristophanes     |
| 父 *シェリフズスター Sheriff's Star 1985 芦毛 イギリス | 父の父*ポッセ Posse 1977 栗毛 アメリカ             | Forli                           | Trevisa                         |                  |
| 父 *シェリフズスター Sheriff's Star 1985 芦毛 イギリス | 父の父*ポッセ Posse 1977 栗毛 アメリカ             | In Hot Pursuit                  | Bold Ruler                      | Bold Ruler       |
| 父 *シェリフズスター Sheriff's Star 1985 芦毛 イギリス | 父の父*ポッセ Posse 1977 栗毛 アメリカ             | In Hot Pursuit                  | Lady Be Good                    |                  |
| 父 *シェリフズスター Sheriff's Star 1985 芦毛 イギリス | 父の母Castle Moon 1975 芦毛                        | Kalamoun                        | *ゼダーン Zedaan                | *ゼダーン Zedaan |
| 父 *シェリフズスター Sheriff's Star 1985 芦毛 イギリス | 父の母Castle Moon 1975 芦毛                        | Kalamoun                        | Khairunissa                     |                  |
| 父 *シェリフズスター Sheriff's Star 1985 芦毛 イギリス | 父の母Castle Moon 1975 芦毛                        | Fotheringay                     | Right Royal                     | Right Royal      |
| 父 *シェリフズスター Sheriff's Star 1985 芦毛 イギリス | 父の母Castle Moon 1975 芦毛                        | Fotheringay                     | La Fresnes                      |                  |
| 母 シスターミル 1990 栃栗毛 北海道浦河町               | 母の父*ミルジョージ Mill George 1975 鹿毛 アメリカ | Mill Reef                       | Never Bend                      | Never Bend       |
| 母 シスターミル 1990 栃栗毛 北海道浦河町               | 母の父*ミルジョージ Mill George 1975 鹿毛 アメリカ | Mill Reef                       | Milan Mill                      |                  |
| 母 シスターミル 1990 栃栗毛 北海道浦河町               | 母の父*ミルジョージ Mill George 1975 鹿毛 アメリカ | Miss Charisma                   | Ragusa                          | Ragusa           |
| 母 シスターミル 1990 栃栗毛 北海道浦河町               | 母の父*ミルジョージ Mill George 1975 鹿毛 アメリカ | Miss Charisma                   | *マタテイナ Matatina            |                  |
| 母 シスターミル 1990 栃栗毛 北海道浦河町               | 母の母スイトアンジュレ 1985 鹿毛                   | *モガミ Mogami                  | Lyphard                         | Lyphard          |
| 母 シスターミル 1990 栃栗毛 北海道浦河町               | 母の母スイトアンジュレ 1985 鹿毛                   | *モガミ Mogami                  | *ノーラック No Luck             |                  |
| 母 シスターミル 1990 栃栗毛 北海道浦河町               | 母の母スイトアンジュレ 1985 鹿毛                   | アンジュレスイート              | カーネルシンボリ                | カーネルシンボリ |
| 母 シスターミル 1990 栃栗毛 北海道浦河町               | 母の母スイトアンジュレ 1985 鹿毛                   | アンジュレスイート              | *スイートフランス               |                  |
| 母系(F-No.)                                            | スイートフランス系(FN:23-b)                        | スイートフランス系(FN:23-b)     | スイートフランス系(FN:23-b)     | [ § 3 ]          |
| 5代内の近親交配                                        | Nasrullah5×5、Grey Sovereign5×5                    | Nasrullah5×5、Grey Sovereign5×5 | Nasrullah5×5、Grey Sovereign5×5 | [ § 4 ]          |
| 出典                                                   | 1. 2. 3. 4.                                        | 1. 2. 3. 4.                     | 1. 2. 3. 4.                     | 1. 2. 3. 4.      |

母方の血統はトゥーリーに遡り、ティムタムの全妹モンアンジュの子孫スイートフランスをシンボリ牧場が輸入している。2代母の半妹にクイーンカップ勝ち馬のスイートミトゥーナ、3代母の半姉に安田記念など重賞を3勝し、1982年度の優駿賞最優秀5歳以上牝馬を受賞したスイートネイティブがいる。
母のシスターミルは当歳（0歳）時に西山牧場に購入されたが、脚部不安のためレースには出走しなかった。初仔がセイウンスカイであるが、その後の7頭の産駒に活躍馬はいない。ただ、2002年生まれのディープサイレンス（父・サンデーサイレンス）は不出走ながら種牡馬になっている。
また、セイウンスカイの2歳下の半妹ニシノチャペルは、繁殖牝馬として2004年いちょうステークス1着、2005年青葉賞2着のニシノドコマデモ（父・キングヘイロー）を輩出している。